# Jicchak Perec (ur. 1938)
Jicchak Chajjim Perec (hebr.: יצחק חיים פרץ, ang.: Yitzhak Peretz, ur. 26 marca 1938 w Casablance) – izraelski polityk i rabin, członek Knesetu i minister.

## Życiorys
Urodzony w ówczesnym francuskim protektoracie Maroka wyemigrował do Izraela w 1950. Uczył się w jesziwach. Był głównym rabinem Ra’ananny w latach 1962-1984.
Członek Knesetu od 1984 do 1992 roku, kiedy zrezygnował wkrótce po wybraniu go na posła po raz trzeci. Zastąpił go wówczas Awraham Rawic
Od 1984 do 1987 minister spraw wewnętrznych Izraela, a w latach 1988-1992 minister ds. absorpcji imigrantów. Ponadto w 1984 i 1987 – minister bez teki.
Polityk partii Szas, następnie od 1992 w Zjednoczonym Judaizmie Tory.